# St. Bonifatius (Rockstedt)

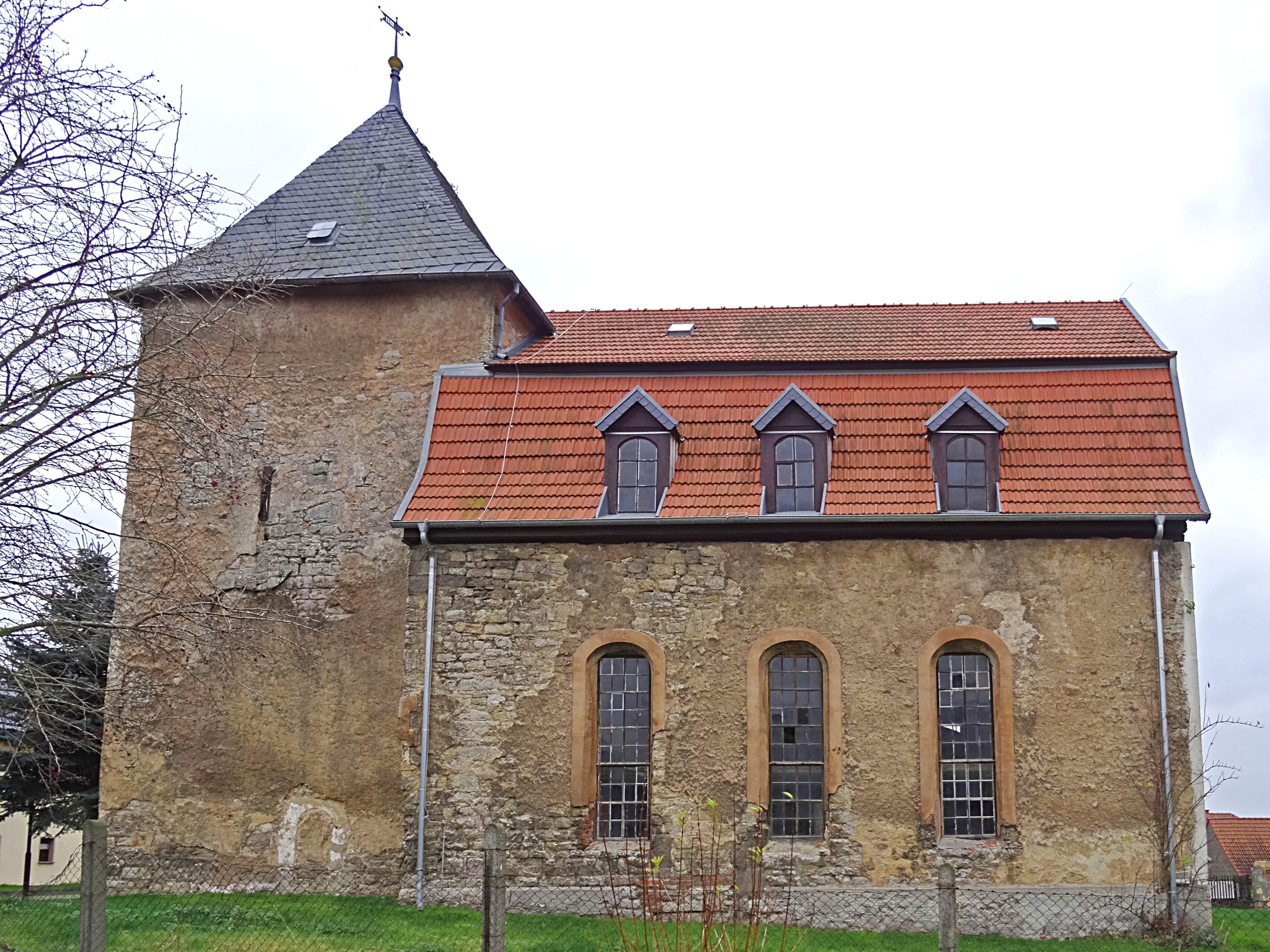
St. Bonifatius

Die evangelisch-lutherische, denkmalgeschützte Kirche St. Bonifatius steht in Rockstedt, einer Gemeinde im Kyffhäuserkreis von Thüringen. Die Kirchengemeinde Rockstedt gehört zum Pfarrbereich Ebeleben im Pfarrbereich Ebeleben-Holzthaleben im Kirchenkreis Bad Frankenhausen-Sondershausen der Evangelischen Kirche in Mitteldeutschland.

## Geschichte
Die romanische Kirche wurde im 12./13. Jahrhundert gebaut. Im 15./16. Jahrhundert wurde sie umgebaut u. a. wurden der Chor im Chorturm erhöht und der Chorbogen zugespitzt. Während des Dreißigjährigen Krieges wurde die Kirche stark geschädigt. 1678 musste der Turm durch Bauklammern und Anker stabilisiert werden. Bereits 1684 musste der obere Teil desselben und das westlich anschließende Langhaus instand gesetzt werden. 1788 wurde das Langhaus erhöht, ein Mansarddach aufgesetzt und die dortigen Fenster erhielten ihre jetzige Form. Weiterhin wurden die Emporen und das hölzerne Tonnengewölbe instand gesetzt. 1891 wurde der Kanzelaltar im Altarraum beseitigt und eine Kanzel mit polygonalen Fuß und rechteckigem Schalldeckel am Chorbogen angebracht. Im Westen wurde ein Außenzugang für die Emporen geschaffen, der in den 1960er Jahren wieder abgebrochen wurde.

## Beschreibung
Das ziegelgedeckte Mansarddach des Langhauses der Saalkirche hat je drei Dachgauben an den Langseiten. Der Kirchturm im Osten ist quer mit einem schiefergedeckten Walmdach bedeckt. Auf der südlichen Dachfläche eine Dachgaube für die Stundenglocke und das Zifferblatt der Turmuhr. An der Nordseite befindet sich ein vermauertes rundbogiges Portal, ehemals der Zugang zum Chor bzw. späteren Sakristei. An der Ostseite wurde 1891 ein großes Bogenfenster eingebrochen.
Der Innenraum des Kirchenschiffs hat umlaufende doppelstöckige grau gestrichene Emporen mit rotbraun gestrichenen Brüstungen und ist mit einem blaugrau gestrichenen hölzernen Tonnengewölbe überspannt. In der Nordwand befindet sich ein spätgotisches Sakramentshaus. Das spätgotische sechseckige Taufbecken stammt aus einer abgebrochenen Kirche aus Wiedermuth. Die Orgel im klassizistischen Prospekt mit 11 Registern, verteilt auf ein Manual und Pedal, wurde 1824 von Christian Gottfried Dittus gebaut.